# Quintinit
Quintinit ist ein sehr selten vorkommendes Mineral aus der Mineralklasse der „Carbonate und Nitrate“ mit der chemischen Zusammensetzung Mg4Al2[(OH)12|CO3]·3H2O, ist also ein wasserhaltiges Magnesium-Aluminium-Carbonat mit zusätzlichen Hydroxidionen. Kristallographisch gesehen ist Quintinit ein Polytyp, das heißt seine Kristallstruktur besteht aus einem Schichtgitter mit abwechselnd in hexagonaler bzw. trigonaler Symmetrie kristallisierenden Struktureinheiten. Zur Unterscheidung werden diese zwar gelegentlich als Quintinit-2H bzw. Quintinit-3T bezeichnet, gelten jedoch nicht als eigenständige Modifikationen und Minerale.
Quintinit entwickelt dünn- bis dicktafelige oder prismatische Kristalle, kommt aber auch in Form pyramidaler und rosettenförmiger Mineral-Aggregate vor. In reiner Form ist Quintinit farblos und durchsichtig. Durch Fremdbeimengungen kann er aber auch eine gelbe bis orangebraune Farbe annehmen, wobei die Transparenz entsprechend abnimmt.

## Etymologie und Geschichte
Erstmals entdeckt wurde Quintinit in der „Jacupiranga Mine“ bei Cajati im brasilianischen Bundesstaat São Paulo (Quintinit-2H) und im Steinbruch „Poudrette“ am Mont Saint-Hilaire in der kanadischen Provinz Québec (Quintinit-3T). Beschrieben wurde das Mineral erstmals 1997 durch George Y. Chao, Robert A. Gault, die es nach Quintin Wight (* 1935) benannten, um seine Beiträge zum Studium der Geologie des Mont Saint-Hilaire zu ehren.
Die von Chao und Gault beschriebenen Polytypen Quintinit-2H und Quintinit-3T wurden 1992 von der International Mineralogical Association (IMA) noch als eigenständige Minerale anerkannt (Register-Nr. IMA 1992-028 und IMA 1992-029), verloren diesen Status jedoch aufgrund der 1998 herausgegebenen Neuauflage der IMA-Richtlinien bezüglich Verfahren zur Anerkennung von Mineralen und Mineral-Nomenklatur. Nach dieser werden polymorphe Formen eines Minerals nur dann als eigenständige Spezies angesehen, wenn deren Strukturen auch topologisch verschieden sind. Unterscheiden sich die Strukturen jedoch nur gering aufgrund von Gitterverzerrungen oder durch Änderung bzw. Fehlordnung der Stapelfolge von einer atomaren Schicht zur nächsten, gelten diese Polymorphe nicht als eigenständig.
Das Typmaterial des Minerals wird im Canadian Museum of Nature in Ottawa (Katalog-Nr. Quintinit-2H: CMNMI 81546, CMNMI 47266, CMNMI 81548; Quintinit-3T: CMNMI 81549) sowie im Royal Ontario Museum in Toronto (Katalog-Nr. Quintinit-2H: M46768, M46769, M46770; Quintinit-3T: M46771) aufbewahrt.

## Klassifikation
Da Quintenit erst 1992 als eigenständiges Mineral anerkannt wurde, ist er in der zuletzt 1977 überarbeiteten 8. Auflage der Mineralsystematik nach Strunz noch nicht verzeichnet.
In der zuletzt 2018 überarbeiteten Lapis-Systematik nach Stefan Weiß, die formal auf der alten Systematik von Karl Hugo Strunz in der 8. Auflage basiert, erhielt das Mineral die System- und Mineralnummer V/E.02-005. Dies entspricht der Klasse der „Nitrate, Carbonate und Borate“ und dort der Abteilung „Wasserhaltige Carbonate, mit fremden Anionen“, wo Quintinit zusammen mit Caresit, Charmarit und Zaccagnait sowie den inzwischen diskreditierten (D) Mineralen Barbertonit, Manasseit und Sjögrenit eine unbenannte Gruppe mit der Systemnummer V/E.02 bildet.
Die von der International Mineralogical Association (IMA) zuletzt 2009 aktualisierte 9. Auflage der Strunz’schen Mineralsystematik ordnet den Quintinit in die verkleinerte Klasse der „Carbonate und Nitrate“, dort aber ebenfalls in die Abteilung der „Carbonate mit zusätzlichen Anionen; mit H2O“ ein. Diese ist allerdings weiter unterteilt nach der relativen Größe der beteiligten Kationen, so dass das Mineral entsprechend seiner Zusammensetzung in der Unterabteilung „Mit mittelgroßen Kationen“ zu finden ist, wo es als Namensgeber die „Quintinitgruppe“ mit der Systemnummer 5.DA.40 und den weiteren Mitgliedern Caresit und Charmarit bildet.
In der vorwiegend im englischen Sprachraum gebräuchlichen Systematik der Minerale nach Dana hat Quintinit-2H die System- und Mineralnummer 16b.06.04.01 und Quintinit-3T die System- und Mineralnummer 16b.06.04.02. Diese entsprechen wie in der veralteten Strunz'sche Systematik der gemeinsamen Klasse der „Carbonate, Nitrate und Borate“ und dort der Abteilung und gleichnamigen Unterabteilung der „Carbonate – Hydroxyl oder Halogen“. Hier sind die beiden Polytype in der „Quintinit-Charmarit-Gruppe“ mit der Systemnummer 16b.06.04 zu finden.

## Kristallstruktur
Quintinit-2H kristallisiert hexagonal in der Raumgruppe P6322 (Raumgruppen-Nr. 182) mit den Gitterparametern a = 10,57 Å und c = 15,14 Å sowie 4 Formeleinheiten pro Elementarzelle.
Quintinit-3T kristallisiert trigonal in der Raumgruppe P3112 (Nr. 151) oder P3212 (Nr. 153) mit den Gitterparametern a = 10,56 Å und c = 22,71 Å sowie 6 Formeleinheiten pro Elementarzelle.

## Bildung und Fundorte

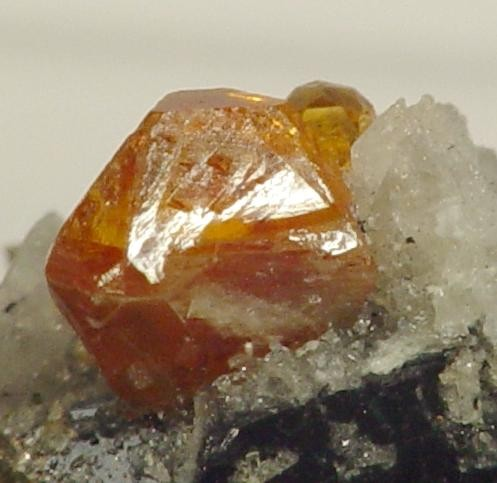
Quintinit aus der „Jacupiranga Mine“, Cajati, São Paulo, Brasilien (Gesamtgröße: 0,8 cm × 0,5 cm × 0,4 cm)

Quintinit bildet sich durch hydrothermale Vorgänge in miarolithischen Hohlräumen und pegmatitischen Gesteinskörpern mit Nephelin-Syeniten. Als Begleitminerale treten unter anderem Caresit und Charmarit auf.
Neben seinen bereits beschriebenen Typlokalitäten „Jacupiranga Mine“ in Brasilien und Steinbruch „Poudrette“ am Mont Saint-Hilaire in Kanada konnte Quintinit bisher nur noch am Cerro Sapo in der bolivianischen Provinz Ayopaya, in der Serpentin-Magnesit-Lagerstätte „Dypingdal“ bei Snarum (Kommune Modum) in der norwegischen Provinz Buskerud sowie in den Eisengruben „Korshunovskoye“ bei Schelesnogorsk-Ilimski (englisch Zheleznogorsk) im ostsibirischen Verwaltungsbezirk Oblast Irkutsk und „Kowdor Zheleznyi“ auf der Halbinsel Kola in Russland gefunden werden.